# 棕榈湾

所在位置

棕榈湾（英語：Palm Bay）是美国佛罗里达州布里瓦德县的一个城市。该市人口100,786 (2008.07.01)，为该县人口最多的城市。该地总面积172.9 km2。该市为棕榈湾-墨尔本-泰特斯维尔都会区的组成部分之一，人口约536,521。